# Hino de Contenda
O Hino de Contenda é o hino oficial do município brasileiro de Contenda. A autoria da letra é de Hildemar Cardoso Moreira e de José Carlos Pereira, e a autoria da melodia é de Reynaldo Valascki.
A lei municipal n.º 189 de 25 de novembro de 1970 oficializou o hino como um dos símbolos municipais, juntamente com bandeira e brasão municipais. Tal lei foi sancionada pelo então prefeito Zacarias Mendes de Paula.